# Arthur und die Minimoys (Animationsserie)
Arthur und die Minimoys ist eine französische Animationsserie, die von Pierre-Alain Chartier inszeniert und von EuropaCorp und Studio 100 Animation entwickelt wurde. Sie basiert auf dem Universum Arthur und die Minimoys, das von Luc Besson und Céline Garcia geschaffen wurde.

## Handlung
Arthur ist ein lebhafter und einfallsreicher zehnjähriger Junge. Seine Ferien verbringt er im Haus seiner geliebten Großmutter. Der Garten beherbergt eine Welt, die für die meisten Menschen unsichtbar ist. Arthur hat jedoch einen Durchgang entdeckt, durch den er die Welt der Minimoys, eines winzigen Volkes, erkunden kann. Indem er diese Welt betritt, wird er selbst zu einem von ihnen. Die Minimoys sehen sich zahlreichen Bedrohungen ausgesetzt, unter anderem der Invasion der Armeen von Maltazard, dem Erzfeind der Minimoys, der über die Seide herrscht.
Aus dem einsamen und verträumten kleinen Jungen Arthur wird ein kühner Held, der ein ganzes Volk in die Freiheit führt. Zusammen mit seinen Gefährten Selenia und Betamèche erlebt er aufregende Abenteuer.

## Besetzung
Die deutschsprachige Synchronisation entstand nach einem Dialogbuch von Carina Krause und unter der Dialogregie von Eckart Goebel durch @alpha Postproduktion.
| Rolle           | Original Sprecher | Synchronsprecher       |
| --------------- | ----------------- | ---------------------- |
| Arthur          | Antoine Fonck     | Max Felder             |
| Betameche       | Dorothée Pousséo  | Felix Mayer            |
| Darkos          | N. N.             | Sebastian Winkler      |
| Gardenia        | N. N.             | Laura Jenni            |
| Glotz           | N. N.             | Alexander Pelz         |
| Großmutter      | N. N.             | Alisa Palmer           |
| kleines Mädchen | N. N.             | Kerstin Julia Dietrich |
| Lausch          | N. N.             | Gerd Meyer             |
| Mädchen         | N. N.             | Bettina Zech           |
| Maltazard       | Philippe Spiteri  | Thomas Albus           |
| Miro            | N. N.             | Andreas Borcherding    |
| Mutter          | N. N.             | Shirin Lotze           |
| Pflücker        | N. N.             | Julian Bayer           |
| Phantom         | N. N.             | Karl Knaup             |
| Schmierlapp     | N. N.             | Gudo Hoegel            |
| Schüsselsprung  | N. N.             | Carin C. Tietze        |
| Selenia         | Émilie Rault      | Anouk Elias            |
| Sifrat          | N. N.             | Walter von Hauff       |
| Tarash          | N. N.             | Sonja Reichelt         |
| Zircania        | N. N.             | Zina Laus              |

## Episodenliste
Staffel 1
| Nr. | Deutscher Titel                              | Originaltitel                             | Zusammenfassung | Erstausstrahlung Frankreich | Deutschsprachige Erstausstrahlung (D) |
| --- | -------------------------------------------- | ----------------------------------------- | --- | --------------------------- | ------------------------------------- |
| 1   | Der Angeber, die Hochmütige und der Lehrling | Le Fanfaron, l’orgueilleuse et l’apprenti | Darkos, der Sohn des bösen Maltazard, greift mit Tarash und ihren Seiden das Dorf der Minimoys an. Darkos entführt Gardenia, Selenias Cousine. Arthur und Selenia retten sie noch rechtzeitig. Sie werden gefeiert, aber Arthur wird übermütig. Selenia mag es nicht, wenn er sich aufspielt. Betameche will auch mal ein Held sein. Er bittet Arthur um Hilfe. Sie machen einen Deal: Arthur erklärt Betameche, was einen Helden ausmacht. Im Gegenzug gibt Betameche ihm Tipps, wie er sich mit Selenia versöhnen kann. | –                           | 17. Juli 2018                         |
| 2   | Gut gelogen ist halb geblufft                | À tes souhaits Darkos                     | Maltazard schickt Darkos zur Hexe Schüsselsprung, damit er sich ein Mittel gegen seine Erkältung holt. Der Trank hat aber die Nebenwirkung, dass man unsichtbar wird. Darkos findet das toll. So kann er ins Dorf gelangen, ohne dass ihn jemand bemerkt. Arthur und Selenia müssen das Dorf vor Holzwürmern schützen. | –                           | 18. Juli 2018                         |
| 3   | Ein denkwürdiger Gegengeburtstag             | Celui au coeur Pur                        | Arthur hat Selenias Geburtstag vergessen und züchtet mit dem Schwert eine neue Blume. Aber als sich Betas Geschenk als Lockpfeife für Spinnen herausstellt, kann Arthur sie nicht vertreiben, denn die Klinge seines Schwerts ist zu einer Blume geworden. Selenia ist sauer, weil Arthur das Schwert für sich benutzt hat. Jetzt kann er die Minimoys nicht mehr beschützen. Zum Glück hilft Beta Arthur, das Vertrauen des Schwerts zurückzugewinnen. | –                           | 23. Juli 2018                         |
| 4   | Ein tolles Team                              | La fine équipe !                          | Arthur legt gerade sein Minimoy „Pilom“ ab, als Darkos angerannt kommt. Eine Horde Ameisen folgt ihm. Darkos dachte, er hätte einen Geheimtunnel gefunden, aber es war ein Ameisentunnel. Um die Ameisen zu stoppen, gehen Arthur, Selenia und Beta zur Königin. Sie zwingen Darkos mitzukommen. Darkos führt sie in ein dunkles Labyrinth. Dort treffen sie auf die Schaufelbrumme. | –                           | 19. Juli 2018                         |
| 5   | Die letzte Zutat                             | La bave de Gamoul                         | Arthur hat sein Spielzeugauto gefunden und kann es sogar wieder zum Laufen bringen. Zur Freude von Beta machen die beiden eine Spritztour, landen aber leider in Miros Hütte, als dieser gerade den letzten Spritzer Gamoul-Sabber für die große Mondparty in den Taragitt gießt. Da die Flasche ausläuft und die Mül Müls den Sabber verschlucken, müssen sich unsere Helden auf den Weg zur Hochebene der Schubiwuxe machen, wo der Gamoul lebt. | –                           | 20. Juli 2018                         |
| 6   | Maltazards Angebot                           | L’offre de Maltazard                      | Durch Tarash erfährt Maltazard, wie er Arthurs Zauberschwert außer Gefecht setzen kann. Er macht den Minimoys ein vermeintliches Friedensangebot, das Sifrat annimmt, und überredet Arthur, das Schwert wieder in den Sockel zu stecken. Dann schmiert er Arthurs Hände mit klebrigem „Glibidu“ ein, das er beim fahrenden Händler Schmierlapp gekauft hat. Da Arthur das Schwert nun nicht mehr benutzen kann, können die Seiden die Minimoys überwältigen und Arthur gefangen nehmen. Doch Sifrat hat bereits eine Idee, wie er Arthur mit Hilfe von Beta und Selenia retten kann. | –                           | 16. Juli 2018                         |
| 7   | Rettet Beta!                                 | Il faut sauver Bétamèche                  | Arthur, Selenia und Beta sollen bei Schmierlapp die Glückslieferung für das ganze Minimoy-Dorf abholen. Beta ist das zu langweilig und so vertreiben sie sich die Zeit mit Spielen. Doch als das Los entscheidet, wer bei Schmierlapp warten muss, bis das Glück abgefüllt ist, trifft es ausgerechnet Beta. Kaum ist er allein, tauchen Tarash und Darkos auf. Sie klauen den Gluck-Transporter und zwingen Schmierlapp, ihn später zu den Minimoys zu bringen. Statt Gluck wollen sie sich selbst in den Fässern verstecken. Beta, der sich auch in einem versteckt, muss wohl oder übel mitfahren... | –                           | 26. Juli 2018                         |
| 8   | Das Zauberschwert ist verschwunden           | L’épée magique a disparu                  | Schmierlapp schenkt Arthur, Beta und Selenia eines seiner neuesten Produkte: Spielzeugschwerter, die aussehen wie Arthurs Zauberschwert! Beta hätte gern eines, findet es aber zu teuer. Schmierlapp will für Selenia einen Haarschmuck dazulegen, um das Angebot verlockender zu machen, aber Arthur macht sich über Selenias Haarschmuck lustig. Sie rächt sich, indem sie auf dem Rückweg die Abkürzung über die klebrigen Leimrosen nimmt. Dabei verliert Artus prompt sein echtes Schwert, das schließlich in Schmierlapps Schachtel mit den Spielzeugschwertern landet. | –                           | 17. Juli 2018                         |
| 9   | Der Minimoy Kodex                            | Le code des Minimoys                      | Durch Schmierlapp gelangt Maltazard in den Besitz eines alten Kodex der Minimoy. Nun kann er alle ihre Traditionen studieren und sie angreifen. Während die Schruh Schrah Winde wehen, erscheint Maltazard mit dem Floh und einer Duftbeere vor dem großen Tor und bittet um Asyl. Es heißt, Darkos habe die Herrschaft über Nekropolis an sich gerissen. Als dann auch noch drei Gamoule in einer Reihe die Sonne anbrüllen, muss er seinen Berater Miro entlassen und ausgerechnet Maltazard als Berater nehmen. Arthur wird es zu bunt, das kann nicht mit rechten Dingen zugehen. Er macht sich auf die Suche nach Beweisen... | –                           | 27. Juli 2018                         |
| 10  | Wo ist Arak?                                 | Araknophobie                              | Riesige Löcher im Netz weisen darauf hin, dass Arak verschwunden ist! Jetzt sind sie der Seide schutzlos ausgeliefert. Während Gardenia den Pina-Pina-Tanz aufführt, um eine neue Weberin anzulocken, machen sich Arthur, Selenia und Beta auf den Weg zu Arthurs Großeltern, um nach Gegenständen zu suchen, mit denen sie das Netz flicken können. Beta verkleidet sich als Weberin. Nicht nur Arthur und Selenia fallen auf dieses Kostüm herein, sondern auch der Rabe, der sie auf dem Heimweg verfolgt. Dummerweise hat Tarashs Spion Phantom mitbekommen, dass Arak verschwunden ist, und Tarash bläst zum Angriff. Riesige Löcher im Netz zeigen an, dass Arak verschwunden ist! Nun sind sie den Seiden schutzlos ausgeliefert. Während Gardenia den Pina-Pina-Tanz aufführt, um eine neue Weberin anzulocken, machen sich Arthur, Selenia und Beta auf den Weg zu Arthurs Großeltern, um dort nach Dingen zu suchen, mit denen man das Netz flicken kann. Beta verkleidet sich als Weberin. Nicht nur Arthur und Selenia fallen auf dieses Kostüm herein, sondern auch der Rabe, der sie auf dem Heimweg verfolgt. Leider hat Tarashs Spion Phantom mitbekommen, dass Arak verschwunden ist, und Tarash bläst zum Angriff ... | –                           | 24. Juli 2018                         |
| 11  | Der Angeber, die Hochmütige und der Lehrling | Le Fanfaron, l’orgueilleuse et l’apprenti | Als die „Tagesnacht“ (eine Sonnenfinsternis) naht, droht wieder einmal das „große Nickerchen“, bei dem alle Minimoys unweigerlich einschlafen. Maltazard will diese Gelegenheit nutzen, um endlich das siebte Königreich zu erobern. Die Minimoys ahnen die Gefahr, deshalb hat Miro einen Trank entwickelt, der alle wach hält, doch leider hat Schmierlapp nicht die nötigen „Beißtropfen“ geliefert ... | –                           | 31. Juli 2018                         |
| 12  | Der Eintagskönig                             | Le jour du Roi                            | Die Tradition von Minimoy sieht vor, dass König Sifrat seine Macht für einen Tag an den „König des Tages“ abgibt. Die entscheidende Sonnenblume landet ausgerechnet auf Schmierlapp. Dieser macht sich den Zufall sofort zunutze und erlässt ein Gesetz, wonach ihm der ganze Stumpf gehört. Er lässt es von Beta unterschreiben, die er mit seiner neuesten Erfindung, den „Schotterlingen“, geblendet hat, und entkommt mit dem Gesetzesblatt. Arthur, Selenia und Beta müssen es schaffen, das Blatt vor Sonnenuntergang zu zerstören, sonst gilt das Gesetz für immer und Schmierlapp kann den Baumstumpf an Maltazard verkaufen. | –                           | 1. Aug. 2018                          |
| 13  | Beta dreht durch                             | Bétamèche perd la boule                   | Beta befindet sich im 13. Mond seines 347. Lebensjahres und ist deshalb super vergesslich. Ständig verliert er seinen Multifunktionsball. Arthur erzählt ihm von einem Schlüsselanhänger seines Großvaters, der piept, wenn man ihn sucht. Das bringt Beta auf die Idee, seinen Ball umzubauen. Dummerweise springt eine von Miros Pupuletten in den Ball und so hüpft dieser nun ständig davon. Miro zeichnet einen neuen Tunnelplan und stellt fest, dass ein Tunnel direkt vom großen Wasserturm ins Dorf führt. Nützlich, aber auch sehr gefährlich, wenn diese Information in die falschen Hände gerät... | –                           | 2. Aug. 2018                          |
| 14  | Geheimnisse der Vergangenheit                | Mystère et double jeu                     | Als Gardenia Miro seine üblichen Augentropfen verabreicht, verwandelt sich der gutmütige Berater der Minimoys in einen wilden Maulwurf. Hexe Schüsselsprung hat versehentlich Karottensaft beigemischt, denn Gardenia hatte nicht erwähnt, dass die Tropfen für Miro sind. Leider hebt der Karottensaft die Wirkung des Tranks auf, den Maltazard Miro einst gegeben hat. Und dieser Trank enthielt als äußerst seltene Zutat Mondeis. Aber mehr will die alte Hexe nicht verraten. So müssen die Kinder als Journalisten verkleidet nach Nekropolis reisen, um das Mondeispulver zu finden ... | –                           | 30. Juli 2018                         |
| 15  | Königin Selenia                              | Reine d’un jour                           | Nach 509 Monden ist es wieder so weit: König Sifrat muss auf seine „Grübeltour“. Bisher hat ihn immer Miro vertreten, doch nun ist Selenia alt genug, um ihren Vater zu ersetzen. Arthurs schlimmste Befürchtungen werden wahr: König Sifrat wird von Tarash und Darkos gefangen genommen. Maltazard will die Herausgabe des magischen Schwertes erpressen. Selenia steht vor einer schwierigen Aufgabe... | –                           | 23. Mai 2019                          |
| 16  | Die Prinzessin von Nekropolis                | La princesse de Nécropolis                | Auf der Suche nach Ranken fällt Selenia versehentlich in Araks Netz und verletzt sich am Arm. Als die Spinne die drei Kinder verfolgt, gelangt ihr Gift in Selenias Wunde und sie beginnt sich zu verwandeln – wie einst Maltazard. Sie hat einen unersättlichen Appetit und ist unglaublich stark. Arthur und Beta ist das zu Recht unheimlich und so suchen sie Schüsselsprung auf. Doch leider wurde ihr das letzte Fläschchen mit dem Gegenmittel gestohlen und die Seiden haben auch schon mitbekommen, was mit Selenia los ist: Sie entführen sie direkt vor Schüsselsprungs Haus. | –                           | 13. Mai 2019                          |
| 17  | Der Schenkwas-Tag                            | La fête de la croquignolette              | Es ist Schenkwas-Tag, die Minimoys sind noch netter als sonst und jeder beschenkt jeden. König Sifrat hat DIE Idee, wie er alle Minimoys glücklich machen kann: Er hat ein Fläschchen mit einem Umkehrtrank gefunden. Die Kinder sollen es Maltazard als Schenkwas-Geschenk geben und dafür sorgen, dass er es trinkt. Dann würde er freundlich werden und für immer Frieden herrschen. Doch der Plan geht nicht ganz auf ... | –                           | 14. Mai 2019                          |
| 18  | Geheimwaffe: Nimmersattia                    | Mauvaise graine                           | Maltazard hat einen neuen, teuflischen Plan ausgeheckt: Alle Insekten, die sich Araks Netz nähern, werden von den Seiden verjagt, damit sie woanders auf Nahrungssuche gehen kann. Tatsächlich wandelt die große Spinne mitten durch Minimoys Dorf und verbreitet Panik. Arthur kann sie nur in Schach halten, indem er Gardenias „Nimmersattia“ mit dem Zauberschwert in eine Riesenpflanze verwandelt. Leider stellt diese nun eine neue Gefahr für die Minimoys dar. Aber wieder hat Artus die rettende Idee! | –                           | 15. Mai 2019                          |
| 19  | Alte Heldentaten                             | L’attaque du Chilop                       | Der zehnjährige Arthur verbringt seine Sommerferien im Garten seiner Großmutter. Dort leben die Minimoys, kleine elfenartige Wesen, die für das menschliche Auge kaum sichtbar sind. Mit Hilfe seines Zauberschwertes und seiner guten Freunde, der Prinzessin Selenia und ihrem Bruder Betameche, muss Arthur sie vor vielen Gefahren und vor den Angriffen des bösen Maltazard beschützen. | –                           | 3. Aug. 2018                          |
| 20  | Beta, der Barbar                             | Bétamèche le barbare                      | Selenia und Arthur sollen zum Grünen Meer fahren, um dort Grünkleber zu sammeln. Die ängstliche Beta wollen sie nicht mitnehmen, denn dort gibt es viele Knabbertiere, die Angst riechen können. Doch Beta überredet sie und es kommt, wie es kommen muss: Die Knabberlinge greifen seinetwegen an. Arthurs und Selenias Vorwürfe ärgern Beta so sehr, dass er beweisen will, wie mutig er ist. Unterwegs findet Beta einen Kristall, der ihn vor einem Zortamak-Angriff rettet. Überzeugt davon, dass es sich um einen magischen Kristall handelt, hält er sich nun für einen unbesiegbaren Barbaren... | –                           | 17. Mai 2019                          |
| 21  | Man klebt nur zweimal                        | Rien que pour vos oeufs                   | Am Wasserturm erwartet unsere Helden eine Enttäuschung: Es gibt kaum noch Libelleneier. Schlimmer noch, die Libelleneltern kehren zurück und halten die Kinder für die Diebe. Als die Seiden kurz darauf das Dorf mit honigüberzogenen Libelleneiern bombardieren, die alle an Ort und Stelle kleben bleiben, ist klar, wer die Diebe waren. Doch wie wird man den zähen Honig wieder los? Arthur schlägt vor, Seife aus dem Gartenschuppen zu holen. Beta ist dafür, Rufflora-Larven zu besorgen, die den Honig fressen sollen. Selenia ist skeptisch wegen der Seife, aber Miro will beides ausprobieren ... | –                           | 21. Mai 2019                          |
| 22  | Wo die Liebe hinfällt                        | Juste un peu de magie                     | Tarash und Darkos sollen von der Hexe Schüsselsprung einen Trank brauen lassen, der Artus zum Schlafen bringen soll. Doch Schüsselsprung durchschaut den Plan und weigert sich. So sieht sich Tarash gezwungen, die Hexe nach Nekropolis zu entführen. Dort braut Schüsselsprung jedoch einen Liebestrank, und Darkos ist fortan unsterblich in sie verliebt. Darkos erfüllt ihr den Wunsch, sie aus Nekropolis zu entführen, will aber mit ihr weiter durchbrennen. Zum Glück entdecken Arthur, Selenia und Beta Schüsselsprungs Glühwürmchen Wolt und nehmen mit seiner Hilfe die Verfolgung auf... | –                           | 16. Mai 2019                          |
| 23  | Der Ring                                     | La bague                                  | Darkos kann seinen Papa nicht mit einer Erfindung beeindrucken. Er nimmt Tarashs Rat ernst, mehr Karotten zu essen, um schlauer zu werden, und will welche in den Schubiwuxen ernten. Glotz und Lausch wiederum wollen Arthur ein angebliches Monster in den Schubiwuxen zeigen. Dabei entdecken sie den Verlobungsring von Arthurs Großmutter. Arthur will dieses fast magische Objekt und Zeichen ewiger Liebe unbedingt seiner Großmutter zurückbringen. Doch als Darkos erfährt, dass ein Gegenstand ewige Liebe schenken kann, will er ihn unbedingt haben und seinem Papa schenken... | –                           | 18. Mai 2019                          |
| 24  | Mission: Blaue Blume                         | Fleur bleue                               | Gardenia ist genervt, weil ihr Gartenbesuch mit König Sifrat wieder einmal vorzeitig abgebrochen wird, um die Helden Arthur, Selenia und Beta zu feiern. Gardenia möchte auch mit auf Mission gehen, um zu beweisen, dass Arthur sowieso die ganze Arbeit macht. Aber Selenia ist dagegen, also muss Gardenia sich etwas einfallen lassen. Mit Hilfe von Rotklee löst sie bei König Sifrat eine allergische Reaktion aus. Da sie nun die schwer zu identifizierende blaue Blume „Stoppniesia“ finden müssen, sind sie gezwungen, die Botanikerin Gardenia mitzunehmen... | –                           | 20. Mai 2019                          |
| 25  | Die Blume des Vergessens                     | Fleur de l’oubli                          | Darkos hat seltsame Blumen entdeckt, deren Pollen die Minimoys ihr halbes Leben vergessen lassen. Da auch Maltazard einmal ein Minimoy war, wirkt die Blume auch bei ihm. Er hält sich für den Berater von König Sifrat und will zurück zum Baumstumpf. Tarash heckt sofort einen Plan aus, damit die Minimoys Maltazard nicht angreifen: Sie müssen alle ihr Gedächtnis verlieren. Zum Glück überleben Arthur, Selenia und Beta den Blütenstaubangriff und können fliehen. Von Schüsselsprung wollen sie ein Gegenmittel, doch die Hexe schickt sie auf die Suche nach einer anderen Blume... | –                           | 22. Mai 2019                          |
| 26  | Binu, der Flatterflieg                       | L’escorte                                 | Die Kinder entdecken ein paar Seiden, die dabei sind, einen „Megablinu“ nach Nekropolis zu bringen. Selenia und Beta können das nicht zulassen, denn was Arthur wie eine stinkende Raupe vorkommt, ist das Lieblingstier der Minimoys. Da sie als Babys mit seinem Sabber eingerieben werden, hat der Duft des Megablinu eine hypnotische Wirkung. Selenia und Beta bestehen darauf, dem Megablinu Schutz zu geben. Den braucht er auch dringend, denn nach einem erfolgreichen Experiment in Sachen „Sabber-Wirkung“ hat Maltazard Tarash und Darkos auf ihn angesetzt ... | –                           | 19. Mai 2019                          |

## Produktion
EuropaCorp und Studio 100 Animation haben in Zusammenarbeit mit Gulli/CANAL J und Disney Channel Germany die Serie entwickelt.